# 金子修 (医学者)
金子修（かねこ おさむ、1969年 - ）は、日本の医師、医学者。学位は博士（医学）（大阪市立大学・1996年）。長崎大学熱帯医学研究所 所長（2022年4月 ~ ）。長崎大学熱帯学研究所 病原体解析部門 原虫学分野 教授。日本熱帯医学会 元理事長。専門は寄生虫学。
日本寄生虫学会 理事、帯広畜産大学 客員教授なども務める。

## 略歴
- 1984年 - 大阪府立天王寺高等学校・卒業
- 1990年 - 大阪市立大学医学部・卒業
- 1996年 - 大阪市立大学大学院医学研究科・修了
- 1996年 - 米国立アレルギー感染症研究所
- 2000年 - 愛媛大学医学部 寄生病原体学分野・助手
- 2004年 - 愛媛大学医学部 寄生病原体学分野・助教授
- 2007年 - 長崎大学熱帯医学研究所 原虫学分野・教授
- 2013年 - 長崎大学熱帯医学研究所・副所長（原虫学分野教授兼任）
- 2022年 - 長崎大学熱帯医学研究所・所長

ほか

## 所属学会
- 日本寄生虫学会
- 日本熱帯医学会
- 米国熱帯医学衛生学会
- 日本分子生物学会